# Béla Károlyi
Béla Károlyi (Cluj, 13 de setembro de 1942 – 15 de novembro de 2024), foi um treinador de ginástica artística renomado internacionalmente. 
Béla treinou a equipe nacional sênior principal da Romênia durante doze anos e a equipe nacional norte-americana, durante outros catorze. Károlyi é campeão olímpico e mundial por ambas as seleções. Individualmente, formou ginastas campeãs como Nadia Comaneci, Mary Lou Retton, Kim Zmeskal e Dominique Moceanu. 
Ao todo, foram nove conquistas olímpicas, quinze conquistas mundiais, dezesseis conquistas europeias e seis nacionais estadunidenses.

## Biografia
Filho de Nandor, um engenheiro civil, e Iren, uma contadora e dona de casa, Béla Károlyi é o filho mais jovem dos dois que o casal teve. Maria, a mais velha, seguiu os caminhos do pai e também tornou-se engenheira. Já o jovem voltou-se para a área esportiva.
Na adolescência, Károlyi aprendeu e competiu no boxe. Após vencer o Campeonato Nacional de Boxe, em 1959, matriculou-se na Escola Técnica de Cluj. Jogou rugby e competiu no handebol. Durante esse período, o rapaz conheceu Marta Eross, com quem posteriormente, casou-se e se tornou importante para sua carreira de treinador.
Na faculdade, Károlyi era um jovem forte fisicamente, e por conta disso, acabou enfrentando um dos maiores desafios durante sua formação em educação física: Passar em um teste prático de ginástica. Por dois anos, ele tentou, até conseguir uma vaga na escola de ginástica. No entanto, um braço quebrado o fez voltar seu interesse à prática de ensinar a modalidade, como técnico. 
Graduou-se em 1963 e fora servir ao exército durante os três meses obrigatórios. Junto à Eross, mudou-se para Vulcan, local onde seu avô havia construído uma casa para servir à comunidade. Esse desejo era o mesmo do rapaz, porém, voltado para a aptidão física e a juventude. Primeiramente, Béla oferecera programas voltados ao futebol e ao atletismo. Seus métodos geraram controvérsia, pois enquanto ele desejava o conforto para a prática – no vestuário -, os pais dos alunos recusavam-se por conservadorismo. Ultrapassada esta barreira, o mesmo fora feito com a prática das moças.

## Carreira
Béla Karolyi, indivual ou nacionalmente, foi técnico da modalidade de ginástica artística feminina por trinta anos. A partir dos anos 2000, tornou-se coordenador técnico da seleção feminina dos Estados Unidos.

### Primeiros anos
Em agosto de 1968 o Ministério Nacional de Educação, recrutou Károlyi para abrir um instituto de treinamento de ginástica. Ele abandonou o ginásio em Vulcan e estabeleceu um centro em Onesti. O prefeito da cidade doou uma construção escolar e um dormitório, além de dar financiamento para construir um ginásio. Com o projeto finalizado, Béla começou a recrutar sua primeira classe, na faixa etária de seis e sete anos, para o novo Instituto. Entre as novas alunas estavam Nadia Comaneci  e Viorica Dumitru. Enquanto, Comaneci treinava para se tornar uma campeã olímpica, Dumitru desenvolvia-se uma ballerina.
Suas abordagens inovadoras ajudaram a transformar a ginástica feminina em meados da década de 1970 – inspirando movimentos mais acrobáticos e mais ligados, além de preferir ginastas mais jovens (entre 14 e 16 anos) por conta de seu eixo de equilíbrio, flexibilidade e aprendizagem serem mais fáceis de se atingirem.
Considerado um dos mais famosos técnicos na história do desporto, Károlyi começou sua carreira como treinador em nível de elite: comandando a esquadra romena feminina. Sua estreia a nível internacional veio em 1974, no Campeonato Mundial em Varna, Bulgária, do qual saiu sem medalhas. No ano seguinte, no Campeonato Europeu, treinando Comaneci individualmente também, Béla conquistou cinco medalhas, sendo quatro delas de ouro. Nos Jogos Olímpicos de Montreal, em 1976, apesar da preferência da Federação Romena em levar as ginastas que treinavam em Bucareste, Béla contrariou o desejo e optou por convocar as meninas de Onesti, levando-as aos Jogos. Assim, a equipe romena conquistou a medalha de prata por equipes e mais seis medalhas individuais. De volta à Romênia, o governo retirou do treinador suas mais bem sucedidas ginastas, o que o fez recolher-se em Vulcan novamente, onde estabeleceu nova meta, no Deva. Com uma nova equipe, o técnico acabou por ter seu cargo de volta, pois detinha uma nova equipe campeã.
No Mundial de Estransburgo, em 1978 na França, foram mais seis medalhas – uma por equipe e cinco individuais. No campeonato seguinte, o Mundial de Fort Worth, Béla conquistou novas seis medalhas – ouro por equipes e cinco individuais. Após as bem sucedidas campanhas de 76, 78 e 79, o trabalho de Karolyi enfim fora reconhecido – Ele foi nomeado Treinador Chefe da equipe romena feminina.

### Década de 1980
Um ano mais tarde, em sua segunda participação olímpica, nos Jogos de Moscou, agora como coordenador, Karolyi conquistava mais seis medalhas, sendo a de prata por equipes. Na final do individual geral, Nadia recebera injustificáveis notas baixas, o que fez o técnico protestar.
Ao encerrarem-se os Jogos, na volta ao país, Karolyi recebeu do governo uma repressão às suas palavras durante o evento olímpico. No início do ano seguinte, começou uma turnê nos Estados Unidos, onde algumas ginastas romenas deveriam se apresentar. Desentendendo-se mais uma vez com a Federação de sua nação, Béla, e sua esposa, Marta, decidiram pedir asilo político, junto ao coreógrafo, Géza Pozsar., radicando-se, primeiramente, em Oklahoma, porém, sem interromper seu trabalho como treinador. No ano seguinte, em Houston, local onde passou a morar, ele abriu um ginásio de treinamento gímnico, chamado Sundance Gym, e conquistou seu primeiro título nacional ainda em 1982, no Texas Class I. 
Karolyi teve uma transição bem sucedida para a cultura desportiva dos Estados Unidos, onde treinou membros da equipe nacional norte-americana, como a campeã olímpica de 1984, Mary Lou Retton e Julianne McNamara.
Em 1988, tornou-se Treinador Chefe da equipe feminina norte-americana e disputou os Jogos de Seul, na Coreia do Sul.

### Década de 1990
No ano de 1990, Béla tornou-se cidadão norte-americano.
Em meados da década de noventa, já eram mais de 1.400 estudantes associados ao seu mecanismo de ensino da modalidade, no Texas. 
Em 1991, no Campeonato Mundial de Indianápolis, Béla conquistou a medalha de prata por equipes e a de ouro do concurso geral. Durante esta época, Karolyi treinou ginastas campeãs, como Kim Zmeskal  (Mundial – individual geral) e Dominique Moceanu (Olímpica – equipe). No ano seguinte, em seu regresso aos Jogos Olímpicos, veio a primeira medalha olímpica estadunidense por equipes, desde 1948, nos Jogos de Barcelona, no qual as norte-americanas obtiveram o bronze pela esquadra e mais quatro medalhas individuais, todas da ginasta Shannon Miller.
Após o encerramento das Olimpíadas, o treinador anunciou seu afastamento da elite gímnica, optando por continuar na profissão apenas em seu ginásio e seu campo de verão. Contudo, em 1994, a pedido de Kim Zmeskal, Béla retornou a fim de treiná-la para as Olimpíadas de Atlanta. Antes dos Jogos, deu-se o Mundial de Sabae, no qual as americanas conquistaram o bronze por equipes e a medalhista mais jovem desta edição: prata para Moceanu na trave, conquistada aos treze anos de idade.
No ano seguinte, Karolyi conduziu a equipe dos Estados Unidos aos Jogos Olímpicos de 1996, onde garantiram o ouro por equipes - realçado pelo esforço da lesionada Kerri Strug, que competiu até o término dos eventos - e mais três medalhas individuais. Em 1997, fora introduzido no International Gymnastics Hall of Fame.

### Década de 2000
No ano 2000, Béla tornou-se o coordenador técnico da equipe feminina de ginástica artística norte-americana, no qual, durante os Jogos de Sydney, não conquistou nenhuma medalha. No ano seguinte, Béla abandonou a coordenação feminina dos Estados Unidos, passando seu posto para a esposa, Marta.
Em Pequim – 2008, foi comentarista pela NBC e esteve presente durante toda a disputa e treinamento da equipe feminina.
Durante sua carreira, Béla fora criticado por seus métodos aplicados, ainda que eficazes. No entanto, as opiniões das ginastas eram e são dividas. Enquanto, Dominique Moceanu, Emilia Eberle, Kristie Phillips e Erica Stokes citavam seus treinamentos como abusivos e intimidadores, Nadia Comaneci, Mary Lou Retton e Kim Zmeskal, o citavam apenas como rigorosos. 

## Morte
Károlyi morreu em 15 de novembro de 2024, aos 82 anos. Sua morte foi anunciada pela USA Gymnastics no dia seguinte.